# Oscar Huguenin
Oscar Huguenin (* 18. Dezember 1842 in La Sagne, Kanton Neuenburg; † 13. Februar 1903 in Boudry) war ein Schweizer Schriftsteller und Maler.

## Leben
Oscar Huguenin, Sohn eines Uhrmachers, arbeitete als Lehrer in Bôle, nach einem schweren Unfall 1871 allerdings nur noch aushilfsweise.
Er heiratete 1875 Anna Engwiller (1852–1876), die Tochter des Ausserrhoder Ratschreibers Laurenz Engwiller, die kurz nach der Geburt der Tochter Laure verstarb. Nach ihrem Tod zog er ins Elternhaus nach Boudry. 1883 heiratete er die ältere Schwester von Anna, Elisabetha Engwiller (1851–1906).
Ab 1885 verfasste er eine Reihe von Romanen und Erzählungen und war daneben als Maler und Zeichner tätig.

## Werke
- L’Armurier de Boudry. Une histoire du vieux temps, 1885
- Josué le Magister, 1886
- Les Aventures de Jacques Gribolet, 1888
- Aimé Gentil, 1889
- Récits du cosandier. Quatre nouvelles, 1890
- Madame l’Ancienne, 1892
- Le Solitaire des Sagnes, 1893
- Maître Raymond de Loeuvre. Un magister du XVIme siècle, 1895
- Gens de cœur. Récits du Foyer, 1896
- L’Héritage de Blaise, 1897
- Récits de chez nous, 1898
- Le Solitaire des Sagnes, 1899
- Constant, 1900
- Nos Vieilles Gens, 1902
- Le Régent de Lignières, 1903
- Derniers récits, 1907